# Клименко, Станислав Степанович
Станисла́в Степа́нович Климе́нко (укр. Клименко Станіслав Степанович, 1954—2008) — советский и украинский кинорежиссёр и сценарист, Лауреат премии Ленинского комсомола Украинской ССР имени Н. Островского (1984). Заслуженный деятель искусств Украины (2003).

## Биография
Станислав Клименко родился 31 марта 1954 года в селе Ивановка Ставищенского района Киевской области.
В 1976 году окончил кинорежиссёрский факультет КГИТИ имени И. К. Карпенко-Карого (мастерская Т. Левчука).
В 1977 году начал работать на Киевской киностудии имени А.Довженко, а с 1983 года — режиссёр этой студии. К некоторым своим фильмам писал сценарии (в соавторстве).
Умер 22 февраля 2008 года в Киеве, похоронен 26 февраля 2008 года в селе Ивановка Ставищенского района Киевской области.

## Награды и признание
- 1978 — Главный приз фестиваля, приз зрительских симпатий фильму «Весь мир в глазах твоих» — на Республиканском кинофестивале в Кременчуге в 1978 г.[2]
- 1978 — Дипломы Станиславу Клименко и Ивану Симоненко за режиссёрский дебют (фильм «Весь мир в глазах твоих») — на кинофестивале «Молодость-78»[2].
- 1983 — Главный приз фильму «Водоворот» — Республиканский кинофестиваль в Жданове[3].
- 1984 — Премия им. Н.Островского 1984 г. за работу над фильмами «Весь мир в глазах твоих», «Дударики» и «Водоворот»[3].

## Творчество

### Кинорежиссёр
- 1976 — Пауза (короткометражный)
- 1977 — Весь мир в глазах твоих…
- 1980 — Дударики
- 1981 — Колесо истории
- 1983 — Водоворот
- 1985 — Женихи
- 1988 — Каменная душа
- 1991 — Кому вверх, кому вниз
- 1992-2000 — Тарас Шевченко. Завещание (укр. Тарас Шевченко. Заповіт (телесеріал, 1992))
- 1999 — Поэт и княжна
- 2005 ― Братство

### Киносценарист
- 1992—2000 — Тарас Шевченко. Завещание
- 1999 — Поэт и княжна
- 2005 ― Братство